# أنسون إس. مارشال
أنسون إس. مارشال (بالإنجليزية: Anson S. Marshall)‏ هو محامي أمريكي، ولد في 3 ديسمبر 1822، وتوفي في 4 يوليو 1874 في كونكورد في الولايات المتحدة.